# Grêmio Esportivo Brasil
Grêmio Esportivo Brasil, znany również jako Brasil de Pelotas – brazylijski klub piłkarski z siedzibą w mieście Pelotas leżącym w stanie Rio Grande do Sul.

## Osiągnięcia
- Mistrz stanu Rio Grande do Sul: 1919
- Wicemistrz stanu Rio Grande do Sul (4): 1953, 1954, 1955, 1983
- Mistrz drugiej ligi stanu Rio Grande do Sul (Campeonato Gaúcho de Futebol Segunda Divisão): 1961, 2004
- Finał Pucharu stanu Rio Grande do Sul (Copa FGF): 2007.
- Copa Governador: 1972.
- Campeonato Citadino (23): 1917, 1919, 1921, 1926, 1927, 1931, 1937, 1941, 1942, 1946, 1948, 1949, 1950, 1952, 1953, 1954, 1955, 1961, 1962, 1963, 1964, 1970, 1977.

## Historia
Klub Grêmio Esportivo Brasil powstał na skutek rozbieżności, do jakich doszło między piłkarzami a kierownikami klubu Sport Club Cruzeiro do Sul, który sponsorowany był i zarządzany przez pracowników firmy piwowarskiej Cervejaria Haertel. Nowy klub powstał w rocznicę uzyskania niepodległości przez Brazylię - 7 września 1911 roku. Stało się to podczas spotkania w rezydencji przy ulicy Santa Cruz. Właścicielem rezydencji był José Moreira de Brito, ojciec jednego z byłych członków klubu Cruzeiro do Sul, który zorganizował zebranie wszystkich byłych członków. Dla nowego klubu wybrano barwy narodowe Brazylii - żółto-zielone. Później barwy klubu zmieniono na czerwono-czarne - na wzór nieistniejącego klubu Clube Diamantinos. Powodem zmiany kolorów były podobne barwy lokalnego rywala klubu Brasil - Esporte Club Pelotas.
Największy sukces Brasil osiągnął w 1985 roku w mistrzostwach Brazylii (Campeonato Brasileiro Série A), docierając aż do półfinału. Po drodze udało się wyeliminować m.in. CR Flamengo. Walkę o finał Brasil przegrał z klubem Bangu AC i ostatecznie sklasyfikowany został na 3. miejscu.
W następnych latach klub nie zdołał osiągnąć znaczących sukcesów. Pomimo że Brasil często zapraszany był do udziału w lidze brazylijskiej z powodu tłumu swych fanatycznych kibiców potrafiących stworzyć znakomitą atmosferę, pod względem sportowym drużyna swoją postawą rozczarowywała. W mistrzostwach stanu Rio Grande do Sul klub spędził wiele lat w drugiej lidze. Mistrzostwo drugiej ligi, zdobyte w 2004 roku, było pierwszym poważnym sukcesem klubu od wielu lat.